# Gina Smith
Pour les articles homonymes, voir Smith.
Gina Smith, née le 11 novembre 1957 à Saskatoon, est une cavalière canadienne de dressage.

## Carrière
Aux Jeux olympiques d'été de 1988 à Séoul, Gina Smith se classe troisième de l'épreuve de dressage par équipe sur le cheval Malte; elle termine douzième de l'épreuve individuelle.
Aux Jeux olympiques d'été de 1996 à Atlanta avec Faust, elle fait partie de l'équipe canadienne de dressage terminant dixième ; elle est 44e de l'épreuve individuelle de dressage.